# Franz Hillinger
Franz Hillinger (24. října 1921 Linec – 10. května 1991 Linec) byl rakouský politik z Horních Rakous, starosta Lince.

## Biografie
Starostou města byl od 17. listopadu 1969 do 22. ledna 1984. Byl členem Sociálně demokratické strany Rakouska (SPÖ). Předtím byl od roku 1954 členem obecního zastupitelstva, od roku 1956 městským radním a od roku 1965 místostarostou.
Byl synem tesaře. Navštěvoval školu a pak byl obchodním úředníkem. V roce 1939 nastoupil jako úředník na linecký magistrát. V roce 1940 byl odveden do wehrmachtu. V roce 1942 se oženil. Za války byl zajat na východní frontě. Ze sovětského zajetí se vrátil roku 1947. Brzy poté začal opět pracovat na lineckém magistrátu. Od roku 1953 byl ředitelem personálního odboru. V lednu 1954 byl poprvé zvolen do zastupitelstva. Od roku 1972 do roku 1974 byl zemským předsedou SPÖ. Za jeho působení na postu starosty Lince došlo k výstavbě domovů důchodců, stadionů a sportovní haly. Byla založena vysoká škola.
Zemřel po dlouhé nemoci roku 1991.